# Capi di Stato d'Italia

Stendardo reale, adottato nel 1880
Stendardo presidenziale, adottato il 9 ottobre 2000

Questa lista raccoglie i capi di Stato italiani, dall'unità d'Italia (1861) ad oggi.
Da allora l'Italia è stata retta da quattro Re (appartenenti a Casa Savoia), due capi provvisori dello Stato (durante il periodo costituzionale transitorio fra i risultati del referendum del 2 giugno e l'entrata in vigore della Costituzione) e dodici Presidenti della Repubblica (intervallati per brevissimi periodi da presidenti supplenti).

## Re d'Italia
Con la nascita del Regno d'Italia nel 1861, sul trono si installò la dinastia dei Savoia, precedentemente titolare del Regno di Sardegna.
| # | Ritratto | Nome (nascita-morte)                        | Regno          | Regno          | Stemma del Regno      |
| # | Ritratto | Nome (nascita-morte)                        | Inizio         | Fine           | Stemma del Regno      |
| - | -------- | ------------------------------------------- | -------------- | -------------- | --------------------- |
| 1 |          | Vittorio Emanuele II di Savoia (1820-1878)  | 17 marzo 1861  | 9 gennaio 1878 | 1861-1870 · 1870-1878 |
| 2 |          | Umberto I di Savoia (1844-1900)             | 9 gennaio 1878 | 29 luglio 1900 | 1878-1890 · 1890-1900 |
| 3 |          | Vittorio Emanuele III di Savoia (1869-1947) | 29 luglio 1900 | 9 maggio 1946  | 1900-1929 · 1929-1944 |

## Luogotenente generale del Regno
Dopo la liberazione di Roma Vittorio Emanuele III decise di ritirarsi a vita privata e nominare suo figlio Umberto Luogotenente generale del Regno, come stabilito dagli accordi tra le varie forze politiche del Comitato di Liberazione Nazionale, che prevedevano di «congelare» la questione istituzionale fino al termine del conflitto. Umberto, dunque, esercitò le prerogative di capo dello Stato senza tuttavia possedere la dignità di re, che restava in capo a Vittorio Emanuele III.
| # | Ritratto | Nome (nascita-morte)          | Mandato       | Mandato       | Stemma del Regno |
| # | Ritratto | Nome (nascita-morte)          | Inizio        | Fine          | Stemma del Regno |
| - | -------- | ----------------------------- | ------------- | ------------- | ---------------- |
| 1 |          | Umberto di Savoia (1904-1983) | 5 giugno 1944 | 9 maggio 1946 | 1944 · 1944-1946 |

## Re d'Italia
In vista dell'imminente referendum istituzionale, il re Vittorio Emanuele III venne indotto dai suoi consiglieri ad abdicare nel tentativo di separare le sorti della casata dalle proprie responsabilità personali riguardo l'avvento del fascismo. Gli succede suo figlio Umberto II di Savoia.
| # | Ritratto | Nome (nascita-morte)             | Regno         | Regno                                              | Stemma del Regno |
| # | Ritratto | Nome (nascita-morte)             | Inizio        | Fine                                               | Stemma del Regno |
| - | -------- | -------------------------------- | ------------- | -------------------------------------------------- | ---------------- |
| 4 |          | Umberto II di Savoia (1904-1983) | 9 maggio 1946 | 13 giugno 1946 (de facto) 18 giugno 1946 (de iure) | 1946             |

## Capi provvisori della Repubblica Italiana
Il 2 giugno 1946 la Monarchia venne sostituita dalla Repubblica a seguito dell'esito di un referendum popolare. Umberto II lasciò l'Italia il 13 giugno successivo. I risultati definitivi della consultazione furono proclamati ufficialmente dalla Corte suprema di cassazione il 18 giugno 1946.
| # | Ritratto | Nome (nascita-morte)          | Scrutini                | Percentuale             | Mandato          | Mandato        | Partito di provenienza    | Stendardo | Note |
| # | Ritratto | Nome (nascita-morte)          | Scrutini                | Percentuale             | Inizio           | Fine           | Partito di provenienza    | Stendardo | Note |
| - | -------- | ----------------------------- | ----------------------- | ----------------------- | ---------------- | -------------- | ------------------------- | --------- | --- |
| 1 |          | Alcide De Gasperi (1881-1954) | —                       | —                       | 18 giugno 1946   | 1º luglio 1946 | Democrazia Cristiana      |           | Il 13 giugno del 1946 il Consiglio dei Ministri da lui presieduto procedette alla proclamazione della Repubblica e alla sua carica fu connessa la funzione accessoria di capo provvisorio dello Stato. |
| 2 |          | Enrico De Nicola (1877-1959)  | 1                       | 71,2% (396 voti su 556) | 1º luglio 1946   | 26 giugno 1947 | Partito Liberale Italiano |           | |
| 2 | 1        | Enrico De Nicola (1877-1959)  | 72,8% (405 voti su 556) | 26 giugno 1947          | 31 dicembre 1947 |                | Partito Liberale Italiano |           | |

## Presidenti della Repubblica Italiana
Dalla nascita della Repubblica Italiana, si sono susseguiti dodici presidenti della Repubblica.
A norma della Costituzione repubblicana, in Italia non è previsto, almeno in via formale, l'istituto della vicepresidenza. In caso di impedimento del presidente della Repubblica, è il presidente del Senato, seconda carica dello Stato, a essere chiamato a esercitarne le funzioni in supplenza (art. 86 della Costituzione). In questo caso, assume il titolo non ufficiale di presidente supplente della Repubblica Italiana.

## Elezioni
Dopo il referendum del 2 giugno 1946, che istituì la Repubblica, il presidente del Consiglio dei ministri Alcide De Gasperi divenne anche capo provvisorio dello Stato.
Il primo presidente della Repubblica fu Enrico De Nicola, eletto per due volte capo provvisorio dello Stato dall'Assemblea Costituente il 28 giugno 1946 e il 26 giugno 1947, in entrambi i casi al primo scrutinio; il 1º gennaio 1948, con l'entrata in vigore della Costituzione, assunse il titolo e le funzioni di presidente, risultando, quindi, l'unico ad essere entrato in carica "di diritto".
Il primo presidente eletto secondo le modalità previste dalla Costituzione fu Luigi Einaudi.
Il presidente eletto con il più ampio margine fu Sandro Pertini, nel 1978, che ottenne l'82,3% dei consensi (832 voti su 1011). Giovanni Leone fu invece il presidente eletto, nel 1971, con il minor numero di consensi: il 51,4% (518 voti su 1008). La sua elezione fu anche la più difficile e lunga della storia repubblicana, in quanto richiese 23 scrutini, protraendo i lavori parlamentari per quasi 25 giorni. Le elezioni più brevi furono invece quelle di Francesco Cossiga (1985) e Carlo Azeglio Ciampi (1999), eletti entrambi al primo scrutinio.
Antonio Segni fu il primo presidente a dimettersi anticipatamente, nel 1964, a causa di una trombosi cerebrale. Successivamente, Giovanni Leone (nel 1978) e Francesco Cossiga (nel 1992) si dimisero pochi mesi prima del termine del loro mandato a causa di contrasti con il Parlamento e i media.
Giorgio Napolitano è stato il primo presidente ad essere eletto per più di un mandato, seguito da Sergio Mattarella, che è attualmente il primo per durata del mandato. La presidenza più breve è stata invece quella di Enrico De Nicola (4 mesi e 12 giorni).
Il presidente più giovane al momento dell'elezione è stato Cossiga, eletto a 56 anni; il più anziano è stato Napolitano, eletto per il secondo mandato a 87 anni; il più anziano al momento dell'elezione per il primo mandato è stato Pertini, eletto a 81 anni.

## Elenco dei presidenti della Repubblica Italiana
| Nº  | Presidente      | Presidente     | Presidente                       | Mandato                                                                                     | Mandato          | Elezione                 | Elezione                 | Elezione                 | Partito                                 | Stendardo | Senatore a vita fino al |
| Nº  | Presidente      | Presidente     | Presidente                       | Inizio                                                                                      | Fine             | Scrutini                 | Data                     | Percentuale              | Partito                                 | Stendardo | Senatore a vita fino al |
| --- | --------------- | -------------- | -------------------------------- | ------------------------------------------------------------------------------------------- | ---------------- | ------------------------ | ------------------------ | ------------------------ | --------------------------------------- | --------- | ----------------------- |
| 1º  |                 |                | Enrico De Nicola (1877-1959)     | 1º luglio 1946 (Capo provvisorio dello Stato) 1º gennaio 1948 (Presidente della Repubblica) | 12 maggio 1948   | 1                        | 1º luglio 1946           | 72,8% (405 voti su 556)  | Partito Liberale Italiano               |           | 1º ottobre 1959         |
| 2º  |                 |                | Luigi Einaudi (1874-1961)        | 12 maggio 1948                                                                              | 11 maggio 1955   | 4                        | 11 maggio 1948           | 57,6% (518 voti su 900)  | Partito Liberale Italiano               |           | 30 ottobre 1961         |
| 3º  |                 |                | Giovanni Gronchi (1887-1978)     | 11 maggio 1955                                                                              | 11 maggio 1962   | 4                        | 29 aprile 1955           | 78,1% (658 voti su 843)  | Democrazia Cristiana                    |           | 17 ottobre 1978         |
| 4º  |                 |                | Antonio Segni (1891-1972)        | 11 maggio 1962                                                                              | 6 dicembre 1964  | 9                        | 6 maggio 1962            | 51,9% (443 voti su 854)  | Democrazia Cristiana                    |           | 1º dicembre 1972        |
| 5º  |                 |                | Giuseppe Saragat (1898-1988)     | 29 dicembre 1964                                                                            | 29 dicembre 1971 | 21                       | 28 dicembre 1964         | 67,1% (646 voti su 963)  | Partito Socialista Democratico Italiano |           | 11 giugno 1988          |
| 6º  |                 |                | Giovanni Leone (1908-2001)       | 29 dicembre 1971                                                                            | 15 giugno 1978   | 23                       | 24 dicembre 1971         | 51,4% (518 voti su 1008) | Democrazia Cristiana                    |           | 9 novembre 2001         |
| 7º  |                 |                | Sandro Pertini (1896-1990)       | 9 luglio 1978                                                                               | 29 giugno 1985   | 16                       | 8 luglio 1978            | 82,3% (832 voti su 1011) | Partito Socialista Italiano             |           | 24 febbraio 1990        |
| 8º  |                 |                | Francesco Cossiga (1928-2010)    | 3 luglio 1985                                                                               | 28 aprile 1992   | 1                        | 24 giugno 1985           | 74,3% (752 voti su 1011) | Democrazia Cristiana                    |           | 17 agosto 2010          |
| 9º  |                 |                | Oscar Luigi Scalfaro (1918-2012) | 28 maggio 1992                                                                              | 15 maggio 1999   | 16                       | 25 maggio 1992           | 66,5% (672 voti su 1011) | Democrazia Cristiana                    |           | 29 gennaio 2012         |
| 10º |                 |                | Carlo Azeglio Ciampi (1920-2016) | 18 maggio 1999                                                                              | 15 maggio 2006   | 1                        | 13 maggio 1999           | 70,0% (707 voti su 1010) | Indipendente                            |           | 16 settembre 2016       |
| 11º |                 |                | Giorgio Napolitano (1925-2023)   | 15 maggio 2006                                                                              | 22 aprile 2013   | 4                        | 10 maggio 2006           | 53,8% (543 voti su 1009) | Democratici di Sinistra                 |           | 22 settembre 2023       |
| 11º |                 | 22 aprile 2013 | Giorgio Napolitano (1925-2023)   | 14 gennaio 2015                                                                             | 6                | 20 aprile 2013           | 73,2% (738 voti su 1007) | Indipendente             |                                         |           | 22 settembre 2023       |
| 12º |                 |                | Sergio Mattarella (1941)         | 3 febbraio 2015                                                                             | 3 febbraio 2022  | 4                        | 31 gennaio 2015          | 65,9% (665 voti su 1009) | Indipendente                            |           |                         |
| 12º | 3 febbraio 2022 | in carica      | Sergio Mattarella (1941)         | 8                                                                                           | 29 gennaio 2022  | 75,2% (759 voti su 1009) |                          |                          | Indipendente                            |           |                         |

### Ex presidenti
Dal 22 settembre 2023, giorno della morte di Giorgio Napolitano, non ci sono ex presidenti della Repubblica in vita. Questa particolare situazione si è verificata per l'ultima volta tra il 1961 e il 1962.

### Provenienza regionale
La regione di nascita dei presidenti della Repubblica è riportata nella seguente tabella.
Le regioni sono elencate in ordine alfabetico, mentre i presidenti in ordine cronologico.
| Regione  | Num. | Presidenti                   |
| -------- | ---- | ---------------------------- |
| Campania | 3    | De Nicola, Leone, Napolitano |
| Liguria  | 1    | Pertini                      |
| Piemonte | 3    | Einaudi, Saragat, Scalfaro   |
| Sardegna | 2    | Segni, Cossiga               |
| Sicilia  | 1    | Mattarella                   |
| Toscana  | 2    | Gronchi, Ciampi              |

## Altre cariche istituzionali ricoperte
| Nº | Presidente             | Cariche ricoperte prima e dopo il mandato presidenziale | Cariche ricoperte prima e dopo il mandato presidenziale | Cariche ricoperte prima e dopo il mandato presidenziale            | Cariche ricoperte prima e dopo il mandato presidenziale            | Cariche ricoperte prima e dopo il mandato presidenziale | Cariche ricoperte prima e dopo il mandato presidenziale | Cariche ricoperte prima e dopo il mandato presidenziale | Cariche ricoperte prima e dopo il mandato presidenziale | Cariche ricoperte prima e dopo il mandato presidenziale |
| Nº | Presidente             | Presidente del Senato                                   | Presidente della Camera                                 | Presidente del Consiglio                                           | Vicepresidente del Consiglio                                       | Giudice costituzionale                                  | Governatore della Banca d'Italia                        | Ministro (mesi)                                         | Legislature                                             | Altro |
| -- | ---------------------- | ------------------------------------------------------- | ------------------------------------------------------- | ------------------------------------------------------------------ | ------------------------------------------------------------------ | ------------------------------------------------------- | ------------------------------------------------------- | ------------------------------------------------------- | ------------------------------------------------------- | --- |
| 1  | De Nicola (1948)       | 28 aprile 1951 – 24 giugno 1952                         | 26 giugno 1920 – 25 gennaio 1924                        | N.D.                                                               | N.D.                                                               | 15 dicembre 1955 – 26 marzo 1957                        | N.D.                                                    | N.D.                                                    | 1+1                                                     | Senatore del Regno (1929-1943) Primo presidente della Corte costituzionale (1956-1957)                                                                                     |
| 2  | Einaudi (1948-1955)    | N.D.                                                    | N.D.                                                    | N.D.                                                               | 1º giugno 1947 – 24 maggio 1948                                    | N.D.                                                    | 5 gennaio 1945 – 11 maggio 1948                         | 12 mesi                                                 | 1+1                                                     | Senatore del Regno (1919-1943) |
| 3  | Gronchi (1955-1962)    | N.D.                                                    | 8 maggio 1948 – 29 aprile 1955                          | N.D.                                                               | N.D.                                                               | N.D.                                                    | N.D.                                                    | 23 mesi                                                 | 5+1                                                     | |
| 4  | Segni (1962-1964)      | N.D.                                                    | N.D.                                                    | 6 luglio 1955 – 19 maggio 1957 15 febbraio 1959 – 25 marzo 1960    | 1º luglio 1958 – 15 febbraio 1959                                  | N.D.                                                    | N.D.                                                    | 135 mesi                                                | 3+1                                                     | Rettore dell'Università degli Studi di Sassari (1943-1951) |
| 5  | Saragat (1964-1971)    | 25 giugno 1946 – 6 febbraio 1947                        | 25 giugno 1946 – 6 febbraio 1947                        | N.D.                                                               | 23 maggio 1948 – 27 gennaio 1950 10 febbraio 1954 – 19 maggio 1957 | N.D.                                                    | N.D.                                                    | 8 mesi                                                  | 4+1                                                     | Ambasciatore italiano in Francia (1945-1946) Presidente della giunta per il regolamento della Costituente Segretario del PSDI (1947-1948, 1949-1952, 1952-1954, 1957-1964) |
| 6  | Leone (1971-1978)      | N.D.                                                    | 10 maggio 1955 – 21 giugno 1963                         | 21 giugno 1963 – 4 dicembre 1963 24 giugno 1968 – 12 dicembre 1968 | N.D.                                                               | N.D.                                                    | N.D.                                                    | N.D.                                                    | 4+1                                                     | Senatore a vita (dal 1967) |
| 7  | Pertini (1978-1985)    | N.D.                                                    | 5 giugno 1968 – 4 luglio 1976                           | N.D.                                                               | N.D.                                                               | N.D.                                                    | N.D.                                                    | N.D.                                                    | 7+1                                                     | Segretario del PSI (agosto-dicembre 1945) Capogruppo del PSI al Senato (1948-1953)                                                                                         |
| 8  | Cossiga (1985-1992)    | 12 luglio 1983 – 24 giugno 1985                         | N.D.                                                    | 4 agosto 1979 – 18 ottobre 1980                                    | N.D.                                                               | N.D.                                                    | N.D.                                                    | 54 mesi                                                 | 7                                                       | |
| 9  | Scalfaro (1992-1999)   | N.D.                                                    | 24 aprile 1992 – 25 maggio 1992                         | N.D.                                                               | N.D.                                                               | N.D.                                                    | N.D.                                                    | 77 mesi                                                 | 11+1                                                    | |
| 10 | Ciampi (1999-2006)     | N.D.                                                    | N.D.                                                    | 28 aprile 1993 – 10 maggio 1994                                    | N.D.                                                               | N.D.                                                    | 8 ottobre 1979 – 29 aprile 1993                         | 48 mesi                                                 | 0                                                       | |
| 11 | Napolitano (2006-2015) | N.D.                                                    | 3 giugno 1992 – 14 aprile 1994                          | N.D.                                                               | N.D.                                                               | N.D.                                                    | N.D.                                                    | 29 mesi                                                 | 12                                                      | Capogruppo del PCI alla Camera (1981-1986) Parlamentare europeo (1989-1992, 1999-2004) Senatore a vita (dal 2005)                                                          |
| 12 | Mattarella (2015-)     | N.D.                                                    | N.D.                                                    | N.D.                                                               | 21 ottobre 1998 – 22 dicembre 1999                                 | 11 ottobre 2011 – 2 febbraio 2015                       | N.D.                                                    | 47 mesi                                                 | 7                                                       | Vicesegretario della DC (1990-1992) |

### Casi unici
Enrico De Nicola è l'unico ad aver ricoperto l'incarico di presidente sia del Senato sia della Camera (quest'ultimo ruolo svolto durante il Regno d'Italia); ricoprì, successivamente, anche il ruolo di presidente della Corte costituzionale. Nella sua vita rivestì quindi la prima, la seconda, la terza e la quinta carica dello Stato.
Francesco Cossiga fu il primo presidente a non aver fatto parte della Costituente, Saragat l'unico (durevole) segretario di partito e l'unico[verificare] presidente di una commissione permanente o organo parlamentare e Napolitano l'unico ad essere stato parlamentare europeo.

### Provenienza politica
In totale, su dodici presidenti, cinque sono stati democristiani (Gronchi, Segni, Leone, Cossiga e Scalfaro), due liberali (De Nicola e Einaudi), due indipendenti (Ciampi -  che però aveva avuto trascorsi nel Partito d'Azione - e Mattarella - che aveva precedentemente militato tra le file della DC, del PPI, della Margherita e del PD), uno socialdemocratico (Saragat), uno socialista (Pertini) e uno prima comunista e poi militante di PDS e DS (Napolitano).

## Durata del mandato
Il presidente della Repubblica rimasto nel suo ruolo più a lungo è Mattarella, mentre quello rimasto per meno tempo è stato De Nicola. La fine del mandato è stata determinata per alcuni dal termine naturale dello stesso, per altri da dimissioni di cortesia, ovvero dimissioni anticipate solo di qualche giorno rispetto alla conclusione regolare del mandato per permettere l'entrata in carica del successore già eletto. Altri casi sono stati più traumatici, come le dimissioni per malattia di Segni, o per dinamiche politiche, come nei casi di Leone e Cossiga.
| #  | Giorni | Presidente           | Mandato          | Mandato          | Natura della fine del mandato         | Note                                                                        |
| #  | Giorni | Presidente           | Inizio           | Fine             | Natura della fine del mandato         | Note                                                                        |
| -- | ------ | -------------------- | ---------------- | ---------------- | ------------------------------------- | --------------------------------------------------------------------------- |
| 1  | 3 696  | Sergio Mattarella    | 3 febbraio 2015  | in carica        |                                       | Presidente per due mandati: il primo di 2 557 e il secondo di 1 139 giorni. |
| 2  | 3 166  | Giorgio Napolitano   | 15 maggio 2006   | 14 gennaio 2015  | Dimissioni anticipate                 | Presidente per due mandati: il primo di 2 534 e il secondo di 632 giorni.   |
| 3  | 2 557  | Giovanni Gronchi     | 11 maggio 1955   | 11 maggio 1962   | Termine naturale                      |                                                                             |
| 4  | 2 556  | Giuseppe Saragat     | 29 dicembre 1964 | 29 dicembre 1971 | Termine naturale                      |                                                                             |
| 5  | 2 555  | Luigi Einaudi        | 12 maggio 1948   | 11 maggio 1955   | Termine naturale                      |                                                                             |
| 6  | 2 554  | Carlo Azeglio Ciampi | 18 maggio 1999   | 15 maggio 2006   | Dimissioni di cortesia                |                                                                             |
| 7  | 2 547  | Sandro Pertini       | 9 luglio 1978    | 29 giugno 1985   | Dimissioni di cortesia                |                                                                             |
| 8  | 2 543  | Oscar Luigi Scalfaro | 28 maggio 1992   | 15 maggio 1999   | Dimissioni di cortesia                |                                                                             |
| 9  | 2 492  | Francesco Cossiga    | 3 luglio 1985    | 28 aprile 1992   | Dimissioni anticipate                 | Dimessosi in disaccordo con la situazione politica italiana d'allora.       |
| 10 | 2 360  | Giovanni Leone       | 29 dicembre 1971 | 15 giugno 1978   | Dimissioni anticipate                 | Dimessosi per vicende legate allo scandalo Lockheed.                        |
| 11 | 940    | Antonio Segni        | 11 maggio 1962   | 6 dicembre 1964  | Dimissioni per impedimento permanente | Già in stato di sospensione per indisposizione dal 10 agosto 1964.          |
| 12 | 132    | Enrico De Nicola     | 1º gennaio 1948  | 12 maggio 1948   | Termine naturale                      | Già capo provvisorio dello Stato per 551 giorni.                            |

## Napoleone Bonaparte e la Repubblica Italiana (1802-1805)
Alla proclamazione della prima Repubblica Italiana (repubblica sorella della Francia rivoluzionaria, che comprendeva parte dell'Italia settentrionale preunitaria), avvenuta il 26 gennaio 1802, l'allora primo console di Francia Napoleone Bonaparte assunse per primo nella storia il titolo di Presidente della Repubblica Italiana: nonostante ciò, Napoleone non è annoverato nell'elenco di questa pagina, che riguarda soltanto la Repubblica Italiana costituita a partire dal 1946, dopo la caduta del regime fascista e la fine della seconda guerra mondiale e dotata della Costituzione, entrata in vigore il 1º gennaio 1948.

## Titolatura
| Stemma | Capo dello Stato                                               | Capo del governo | Periodo             | Fase istituzionale                 |
| --- | -------------------------------------------------------------- | --- | ------------------- | ---------------------------------- |
| | Re d'Italia (IT) Re d'Italia                                   | Presidente del Consiglio dei ministri (IT) Presidente del Consiglio dei ministri                                                                                        | 1861-1925           | Regno d'Italia                     |
| | Re d'Italia (IT) Re d'Italia                                   | Capo del governo primo ministro segretario di Stato (IT) Capo del governo primo ministro segretario di Stato                                                            | 1925-1944           | Italia fascista                    |
| | Luogotenente del Regno (IT) Luogotenente del Regno             | Presidente del Consiglio dei ministri (DE) Präsident des Ministerrats (FR) Président du Conseil des ministres d'Italie (SL) Ministrski predsednik Italijanske republike | 1944-1946           | Periodo costituzionale transitorio |
| Re d'Italia (IT) Re d'Italia | 1946                                                           | Presidente del Consiglio dei ministri (DE) Präsident des Ministerrats (FR) Président du Conseil des ministres d'Italie (SL) Ministrski predsednik Italijanske republike |                     | Periodo costituzionale transitorio |
| | Capo provvisorio dello Stato (IT) Capo provvisorio dello Stato | Presidente del Consiglio dei ministri (DE) Präsident des Ministerrats (FR) Président du Conseil des ministres d'Italie (SL) Ministrski predsednik Italijanske republike | 1946-1947           | Periodo costituzionale transitorio |
| Presidente della Repubblica (DE) Präsident der Italienischen Republik (FR) Président de la République Italienne (SL) Predsednik Italijanske Republike | dal 1948                                                       | Presidente del Consiglio dei ministri (DE) Präsident des Ministerrats (FR) Président du Conseil des ministres d'Italie (SL) Ministrski predsednik Italijanske republike | Repubblica Italiana |                                    |